# Libres et égaux
Libres et égaux (en italien : Liberi e Uguali, abrégé en LeU) est une alliance électorale née le 3 décembre 2017 et qui réunit Article 1er - Mouvement démocrate et progressiste, Gauche italienne et Possibile en vue des élections générales du 4 mars 2018. 
Le dirigeant de cette coalition est Pietro Grasso (magistrat engagé dans la lutte contre la mafia). La formation devient alors un groupe parlementaire.

## Historique
La coalition comprend également un parti régional, Les Verts du Haut-Adige.  Elle fait une campagne ancrée à la gauche du Parti démocrate, et très axée sur le travail, en réaction au Jobs Act mis en place par Matteo Renzi. Lors des élections générales italiennes de 2018, LeU obtient à la Chambre, 1 109 198 voix au scrutin proportionnel, soit 14 députés et 3,38 % des voix, juste au-dessus du seuil électoral de 3 %, risquant ainsi de rester sans élus. Le total des voix est inférieur au Sénat avec 987 706 voix à la proportionnelle soit 3,27 % et quatre sénateurs élus. Ce score est d'autant plus décevant que les sondages prévoyaient davantage 5 ou 6 % des voix.
Ces résultats entrainent un certain délitement de l'alliance. Si la direction, incarnée par Pietro Grasso, tente de faire vivre le projet, dans un premier temps avec l'appui d'Article 1er - Mouvement démocrate et progressiste, Gauche italienne a quitté officiellement l'alliance le 27 octobre 2018[réf. nécessaire].
Le 10 novembre 2018,  la direction d'Article 1er - Mouvement démocrate et progressiste, décide également d'abandonner le projet et lance un appel à la construction d'un nouveau parti « rouge et vert », socialiste et écologique. 
Malgré ces défections, la base du mouvement tente, à plusieurs reprises, de constituer un parti, une réunion nationale étant programmée à cet effet pour le 24 novembre 2018. Ces initiatives finissent par échouer et ses trois principales composantes se séparent en vue des élections européennes. Le 13 avril 2019, les membres déjà convoqués et les députés Francesco Laforgia (alors membre de MDP) et Luca Pastorino (Possibile) lancent ÈViva - Primavera Europea, une nouvelle formation politique, mais LeU demeure en tant que groupe parlementaire.

## Composition

### Membres fondateurs
| Parti | Parti                                                         | Idéologie               | Leader            |
| ----- | ------------------------------------------------------------- | ----------------------- | ----------------- |
|       | Article 1er - Mouvement démocrate et progressiste (Art.1-MDP) | Social-démocratie       | Roberto Speranza  |
|       | Gauche italienne (SI)                                         | Socialisme démocratique | Nicola Fratoianni |
|       | Possibile (P)                                                 | Progressisme            | Pippo Civati      |

### Autres membres
| Parti | Parti                           | Idélogie                | Leader                     |
| ----- | ------------------------------- | ----------------------- | -------------------------- |
|       | Les Verts du Haut-Adige (V-G-V) | Politique écologique    | Hans Heiss, Brigitte Foppa |
|       | Parti socialiste sicilien (PSS) | Socialisme démocratique | Antonio Matasso            |

## Résultats électoraux

### Élections générales
| Année | Chambre des députés | Chambre des députés | Sénat | Sénat   | Rang | Gouvernement                                                       |
| Année | %                   | Mandats             | %     | Mandats | Rang | Gouvernement                                                       |
| ----- | ------------------- | ------------------- | ----- | ------- | ---- | ------------------------------------------------------------------ |
| 2018  | 3,39                | 14 / 630            | 3,27  | 4 / 314 | 4e   | Opposition (2018-2019), Conte II (2019-2021), Draghi (depuis 2021) |